# Carlo III Tocco

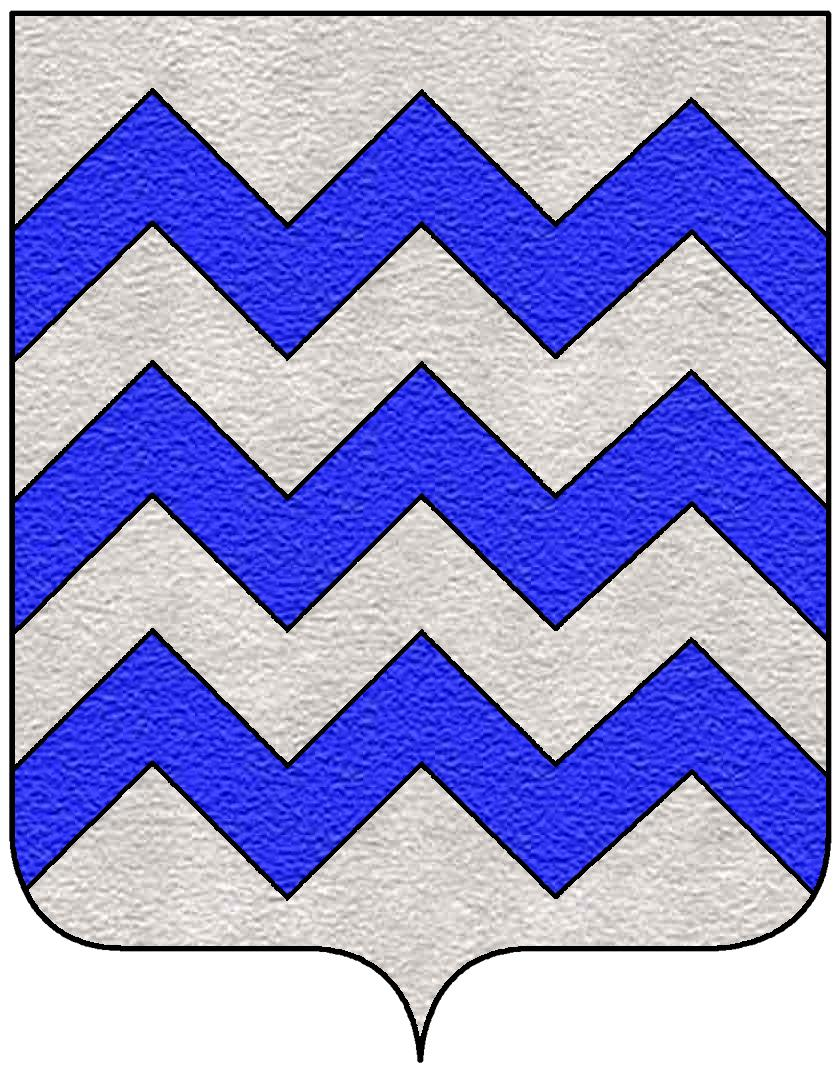
Stemma Tocco

Carlo III Tocco (1465 circa – Roma, 1518) era figlio di Leonardo III Tocco e Militza Brankovich.

## Biografia
Nacque intorno al 1465-1470. Fu pretendente al trono dei despoti d'Epiro e della Contea di Cefalonia e Zante, che erano state strappate dagli Ottomani e dai Veneziani al padre. Fu anche pretendente di questi territori dal 1503, anno in cui morì il padre, fino alla sua morte, avvenuta nel 1518 a Roma.

## Ascendenza
|                                                                  |                                    |                                            | Genitori                                 |  |  | Nonni |  |  | Bisnonni                                                           |  |  | Trisnonni                                    |  |
|                                                                  |                                    |                                            |                                          |  |  |       |  |  | Leonardo II Tocco, co-despota d'Epiro e conte di Cefalonia e Zante |  |  | Leonardo I Tocco, conte di Cefalonia e Zante |  |
|                                                                  |                                    |                                            |                                          |  |  |       |  |  | Leonardo II Tocco, co-despota d'Epiro e conte di Cefalonia e Zante |  |  | Leonardo I Tocco, conte di Cefalonia e Zante |  |
|                                                                  |                                    | Maddalena Buondelmonti                     |                                          |  |  |       |  |  | Leonardo II Tocco, co-despota d'Epiro e conte di Cefalonia e Zante |  |  |                                              |  |
| Carlo II Tocco, despota d'Epiro e conte di Cefalonia e Zante     |                                    |                                            |                                          |  |  |       |  |  | Leonardo II Tocco, co-despota d'Epiro e conte di Cefalonia e Zante |  |  |                                              |  |
|                                                                  |                                    | …                                          | …                                        |  |  |       |  |  |                                                                    |  |  |                                              |  |
|                                                                  |                                    | …                                          | …                                        |  |  |       |  |  |                                                                    |  |  |                                              |  |
|                                                                  |                                    | …                                          | …                                        |  |  |       |  |  |                                                                    |  |  |                                              |  |
| Leonardo III Tocco, despota d'Epiro e conte di Cefalonia e Zante |                                    | …                                          |                                          |  |  |       |  |  |                                                                    |  |  |                                              |  |
|                                                                  |                                    | Giovanni I Ventimiglia, marchese di Geraci | Enrico III Ventimiglia, conte di Geraci  |  |  |       |  |  |                                                                    |  |  |                                              |  |
|                                                                  |                                    | Giovanni I Ventimiglia, marchese di Geraci | Enrico III Ventimiglia, conte di Geraci  |  |  |       |  |  |                                                                    |  |  |                                              |  |
|                                                                  |                                    | Giovanni I Ventimiglia, marchese di Geraci | Bartolomea d'Aragona                     |  |  |       |  |  |                                                                    |  |  |                                              |  |
| Raimondetta Ventimiglia                                          |                                    | Giovanni I Ventimiglia, marchese di Geraci |                                          |  |  |       |  |  |                                                                    |  |  |                                              |  |
|                                                                  |                                    | Agata Prades Moncada                       | Giacomo di Prades, signore di Caccamo    |  |  |       |  |  |                                                                    |  |  |                                              |  |
|                                                                  |                                    | Agata Prades Moncada                       | Giacomo di Prades, signore di Caccamo    |  |  |       |  |  |                                                                    |  |  |                                              |  |
|                                                                  |                                    | Agata Prades Moncada                       | Giovanna Moncada Peralta                 |  |  |       |  |  |                                                                    |  |  |                                              |  |
| Carlo III Tocco, despota d'Epiro e conte di Cefalonia e Zante    |                                    | Agata Prades Moncada                       |                                          |  |  |       |  |  |                                                                    |  |  |                                              |  |
|                                                                  | Đurađ Branković, despota di Serbia | Vuk Branković                              |                                          |  |  |       |  |  |                                                                    |  |  |                                              |  |
|                                                                  | Đurađ Branković, despota di Serbia | Vuk Branković                              |                                          |  |  |       |  |  |                                                                    |  |  |                                              |  |
|                                                                  | Đurađ Branković, despota di Serbia | Mara Lazarević                             |                                          |  |  |       |  |  |                                                                    |  |  |                                              |  |
| Lazar II Branković, despota di Serbia                            | Đurađ Branković, despota di Serbia |                                            |                                          |  |  |       |  |  |                                                                    |  |  |                                              |  |
|                                                                  |                                    | Irene Cantacuzena                          | Teodoro Paleologo Cantacuzeno            |  |  |       |  |  |                                                                    |  |  |                                              |  |
|                                                                  |                                    | Irene Cantacuzena                          | Teodoro Paleologo Cantacuzeno            |  |  |       |  |  |                                                                    |  |  |                                              |  |
|                                                                  |                                    | Irene Cantacuzena                          | Elena Ouresina Ducaina                   |  |  |       |  |  |                                                                    |  |  |                                              |  |
| Milica Branković                                                 |                                    | Irene Cantacuzena                          |                                          |  |  |       |  |  |                                                                    |  |  |                                              |  |
|                                                                  |                                    | Tommaso Paleologo, despota della Morea     | Manuele II Paleologo, basileus dei Romei |  |  |       |  |  |                                                                    |  |  |                                              |  |
|                                                                  |                                    | Tommaso Paleologo, despota della Morea     | Manuele II Paleologo, basileus dei Romei |  |  |       |  |  |                                                                    |  |  |                                              |  |
|                                                                  |                                    | Tommaso Paleologo, despota della Morea     | Elena Dragaš                             |  |  |       |  |  |                                                                    |  |  |                                              |  |
| Elena Paleologa                                                  |                                    | Tommaso Paleologo, despota della Morea     |                                          |  |  |       |  |  |                                                                    |  |  |                                              |  |
|                                                                  |                                    | Caterina Zaccaria                          | Centurione II Zaccaria, principe d'Acaia |  |  |       |  |  |                                                                    |  |  |                                              |  |
|                                                                  |                                    | Caterina Zaccaria                          | Centurione II Zaccaria, principe d'Acaia |  |  |       |  |  |                                                                    |  |  |                                              |  |
|                                                                  |                                    | Caterina Zaccaria                          | Creusa Tocco                             |  |  |       |  |  |                                                                    |  |  |                                              |  |
|                                                                  |                                    | Caterina Zaccaria                          |                                          |  |  |       |  |  |                                                                    |  |  |                                              |  |

| Controllo di autorità | VIAF (EN) 5083150749012216420004 |